# Claimed
«Lo reclamo» —título original en inglés: «Claimed»— es el decimoprimer episodio de la cuarta temporada del horror posapocalíptica serie de televisión The Walking Dead, La cadena AMC lo emitió en los Estados Unidos el 23 de febrero de 2014, la cadena FOX hizo lo propio en España e Hispanoamérica el día 24 del mismo mes, respectivamente. Este episodio fue escrito por Nichole Beattie y Seth Hoffman y dirigido por Seith Mann.
Glenn Rhee (Steven Yeun) y Tara Chambler (Alanna Masterson) interactúan con tres nuevos sobrevivientes que se dirigen a Washington D. C., mientras que  Rick (Andrew Lincoln) trata con un grupo de merodeadores y  Carl (Chandler Riggs) quien aprende más sobre Michonne (Danai Gurira).

## Trama
A raíz del escape de la prisión a causa de una masiva invasión caminante, Tara (Alanna Masterson) y Glenn (Steven Yeun) son recogidos por el Sgto. Abraham Ford (Michael Cudlitz), Rosita (Christian Serratos) y el Dr. Eugene Porter (Josh McDermitt) en su vehículo militar mientras conducen hacia el norte. Después de recuperarse del día pasado, Glenn insiste en que Abraham se detenga para que busquen a su esposa Maggie y otros sobrevivientes de la prisión. Abraham se niega, afirmando que él y Rosita tienen la misión de llevar a Eugene a Washington D. C. ya que este dice que Eugene, es un científico, y afirma que sabe cómo detener a los caminantes una vez allí. Glenn y Abraham entran en una breve pelea, atrayendo a un pequeño grupo de caminantes hacia ellos. Cuando comienzan a disparar a los caminantes, Eugene dispara torpemente con su arma y accidentalmente dispara el tanque de gasolina del camión. Con los caminantes eliminados, se ven obligados a abandonar el camión mientras continuar hacia el norte.
Mientras tanto, Rick (Andrew Lincoln), Michonne (Danai Gurira) y Carl (Chandler Riggs), habiéndose reagrupado en una casa abandonada, están desayunando, cuando Michonne hace un comentario sobre leche de soya para su cereal; Carl responde que preferiría tener fórmula para bebés que leche de soya, pero esto le hace recordar la aparente pérdida de su hermana recién nacida, Judith, y él se va de la mesa. Rick agradece a Michonne por tratar de ayudar y ser amiga de Carl. Más tarde, Carl y Michonne deciden ir a una carrera de suministro; Rick intenta venir pero Michonne le ordena que descanse un poco para recuperarse de sus heridas. Rick se va a la cama en una habitación del segundo piso cuando se van. Michonne y Carl se unen más durante su carrera, Michonne le cuenta a Carl sobre su hijo, Andre, que había perdido en el apocalipsis. En una casa se encuentran con una habitación para niños donde la familia se habían suicidado juntos. Recordando a su hijo y sus tristes recuerdos, Michonne bloquea la vista de la habitación de Carl, Carl le dice a Michonne que Judith y Andre están juntos en el cielo.
Mientras tanto, Rick se despierta por los ruidos en la casa, descubriendo que hay una pequeña banda de carroñeros adentro. Se esconde debajo de la cama cuando uno, Tony (Davi Jay) toma una siesta. Otro carroñero, Len (Marcus Hester), le exige a Tony que abandone la cama, sin derecho a reclamarla. Los dos entran en una pelea, durante la cual Tony ve a Rick debajo de la cama. Antes de que Tony pueda emitir una advertencia, Len lo deja inconsciente y luego se duerme. Rick se escabulle cuando los otros carroñeros gritan al descubrir signos de la ropa recién lavada de Michonne, creen que una mujer está cerca. Rick está tratando de huir de la casa pero Lou lo descubre en el baño. Para mantenerse oculto y sin ser detectado por los otros miembros del grupo, Rick lucha rápidamente contra Lou (Scott Dale) y comienza a estrangularlo. Aunque Lou intenta agarrar un par de tijeras en el mostrador cercano para apuñalar a Rick, Rick finalmente lo estrangula hasta la muerte antes de escapar por la ventana. Rick sale de la casa para intentar escabullirse, pero su camino está bloqueado por Joe (Jeff Kober), líder del grupo y a la vez estaba en vigía. Mientras ve a Michonne y Carl regresan, Rick estaba a punto de matar a Joe, pero una distracción cuando gritan desde dentro, debido a que Lou se ha convertido en un caminante, esto aleja la atención de Joe, permitiendo que Rick corra y advierta a Michonne y Carl.

## Producción
"Claimed" fue coescrito por la productora supervisora Nichole Beattie y el coproductor ejecutivo Seth Hoffman y dirigido por Seith Mann.
Este episodio se centra por completo en los personajes principales de Rick Grimes (Andrew Lincoln), Carl Grimes (Chandler Riggs), Michonne (Danai Gurira), y Glenn Rhee (Steven Yeun) y presenta apariciones especiales de los actores recurrentes Alanna Masterson como Tara Chambler, Michael Cudlitz como El sgto. Abraham Ford, Josh McDermitt como Dr. Eugene Porter, y Christian Serratos como Rosita Espinosa. Norman Reedus (Daryl Dixon), Lauren Cohan (Maggie Greene) y Melissa McBride (Carol Peletier) son acreditados pero no aparecen. Emily Kinney (Beth Greene), Chad L. Coleman (Tyreese Williams), Sonequa Martin-Green (Sasha Williams) y Lawrence Gilliard Jr. (Bob Stookey) quienes están como "also starring" también están ausentes pero igual se les acredita.

## Recepción
Tras la transmisión, el episodio fue visto por 13,12 millones de televidentes estadounidenses, recibiendo una calificación de 18-49 de 6.6. Esto presentó una ligera disminución en las calificaciones del episodio anterior. pero aun así presentó calificaciones sólidas. El espectáculo se colocó primero en general en la televisión por cable. Roth Cornet de IGN le dio al episodio una opinión positiva, con un puntaje de 8.3 de 10. Zack Handlen of The A.V. Club calificó el episodio como "B +".